# بيتينا
بيتينا (بالكرواتية: Betina) هي قرية تقع في بلدية مورتر، بيتينا ضمن مقاطعة شيبنِك، كنين في كرواتيا. تقع على الساحل الشمالي الشرقي لجزيرة مورتر، وتطل على البحر الأدرياتيكي. تشتهر بتاريخها البحري وصناعة القوارب التقليدية، وتُعد إحدى القرى القليلة في المنطقة التي حافظت على تراثها المعماري والثقافي.

## الجغرافيا
تقع بيتينا على الساحل وتحيط بها التلال والمرافئ الطبيعية. ترتبط الجزيرة بالبر الرئيسي عبر جسر صغير، ما يجعل الوصول إليها سهلاً عبر الطريق البري. تطل القرية على خليج محمي يُستخدم كميناء طبيعي.

## التاريخ
ذُكرت بيتينا لأول مرة في وثائق تعود إلى القرن السادس عشر. خلال العهد العثماني، استقر فيها مهاجرون من مناطق داخلية هربًا من الغزو. تطورت القرية في العصور اللاحقة كمركز لصناعة القوارب الخشبية، وهو تقليد لا يزال حيًا حتى اليوم.

## الاقتصاد
يعتمد اقتصاد بيتينا تقليديًا على:
- صيد الأسماك
- الزراعة، خاصة زراعة الزيتون والعنب
- بناء القوارب، وهي مهنة تقليدية ما تزال تُمارس
- السياحة، التي نمت بشكل ملحوظ في السنوات الأخيرة

يوجد في القرية متحف مخصص لبناء القوارب التقليدية يعرض أدوات وتقنيات تراثية.

## الثقافة والتراث
تُعرف بيتينا بطرازها المعماري الدلماسي التقليدي، الذي يتميز بالمنازل الحجرية الضيقة والشوارع المتعرجة. كما تُقام فيها فعاليات ومهرجانات صيفية تركز على الموسيقى الشعبية والرقصات التقليدية والمأكولات المحلية.

## السكان
حسب تعداد عام 2021، بلغ عدد سكان بيتينا 697 نسمة. ويُلاحظ أن عدد السكان يتزايد مؤقتًا خلال فصل الصيف بسبب السياح والزوار.